# Christophe Gans
Christophe Gans (11 de marzo de 1960, Antibes) es un director de cine, escritor y productor francés  especializado en películas de terror y fantasía.

## Biografía
Como adolescente, pasó gran parte de su tiempo creando películas de kung-fu con sus amigos. Más tarde pasó a asistir a una escuela de cine francesa, donde creó su primer corto, titulado Silver Slime. Hubo una época en que pasó algún tiempo en la codirección de su primera película, Necronomicon.
Su tercera película El pacto de los lobos fue un éxito, recaudando más de 70 millones dólares en las taquilla de todo el mundo. Con esta película, Gans se convirtió en un director conocido por hacer películas visualmente impactantes. Una película que adoró crear fue la adaptación del videojuego Silent Hill.

## Proyectos futuros
Actualmente, Gans está escribiendo y dirigiendo la adaptación del videojuego de Capcom Onimusha. También se encuentra en negociaciones (con Samuel Hadida como productor) para adaptar un juego de Konami. Fue contratado para dirigir la secuela de Silent Hill, pero finalmente Michael J. Bassett fue quien la dirigió.

## Filmografía
- Silver Slime (1981)
- The Drowned, segmento de Necronomicon (1994)
- Crying Freeman (1995)
- El pacto de los lobos (2001)
- Silent Hill (2006)
- La bella y la bestia (2014)
- Return to Silent Hill (2026)
- Onimusha (sin fecha)